# 蘇繡博物館
中國蘇繡博物館於1986年建成，坐落於蘇州著名園林環秀山莊內。
在1988年底遷往蘇州景德路王鏊祠內。

## 建築
博物館佔地一畝半，分大門、儀門、餐堂三進。大門寬闊，並懸掛九個紅底明黃色字的宮燈，每個燈上書一字，寫明館名。
館內分別有：古代刺繡品室、明清刺繡品室及近代刺繡品室，以展出百多件珍貴的不同時代的蘇繡文物，從而展現蘇繡發展的歷史。

## 展品介紹
- 《姑蘇繁華圖》，又名《盛世滋生圖》，展示於第一室大廳迎門處，長約400厘米，寬約33厘米的刺繡長卷。繡稿取材自清代畫家徐揚的同名國畫的局部，即胥門到間門一段清代蘇州市面繁華景象。由工藝美術大師李娥英女士的指導下，運用接針、套針、纏針、鋪針等十多種針法，500多種色線繡成。可在繡圖中體現到當時蘇州的景象和人文風情。
- 早期刺繡文物一覽，包括：
  - 西漢時期的刺繡繡片，分別於北京大演台燕王墓和蘇州高郵天山墓出土。
  - 五代十國時期的刺繡經袱，於蘇州虎丘塔出土。
  - 北宋時期的雙面繡經袱，於浙江瑞安慧光塔出土。
- 明清時期的皇室御用衣品的刺繡文物，包括：
  - 明代的刺繡立軸《松鼠葡萄》、《山雞白兔》。
  - 清代的《仕女繡花》、《菊石圖》
  - 清代乾隆東巡瀋陽時御用繡品，為一幅朱紅色炕毯，長4米、寬2米。毯面均勻地繡有五個用真金線盤繡的「喜相逢」雙蝶刺繡團花，含有夫妻相愛之意。並在團花之間以彩絨繡出圖案化的藤蔓花草，四周盤金繡出寶螺、寶傘、寶蓋、金鏈等吉祥物，外圈繡絨回紋，色彩艷麗，氣派大方。
- 近代繡品，包括：
  - 蘇州著名老藝人金靜芬女士的刺繡傑作如《八仙上壽圖》，仿真繡代表作《意大利皇后像》和《耶穌像》等。